# Berenicea arctica
Berenicea arctica är en mossdjursart som beskrevs av Arnold Girard Kluge 1946. Berenicea arctica ingår i släktet Berenicea och familjen Bereniceidae. Inga underarter finns listade i Catalogue of Life.